# Leopold Eichinger
Leopold Eichinger (* 13. März 1940 in Hafnerbach; † 20. November 2009 in Mödling) war ein niederösterreichischer Landespolitiker der Österreichischen Volkspartei (ÖVP) und Präsident des Landtags von Niederösterreich.

## Leben
Leopold Eichinger absolvierte ab 1961 das Lehr- und Forschungszentrum Francisco Josephinum in Wieselburg-Land und trat 1965 in den Dienst des Landes Niederösterreich (Bodenschutz) ein, wo er Regierungsrat wurde.

## Politik
Von 1975 bis 1992 war er Bürgermeister der Marktgemeinde Biedermannsdorf. 1985 wurde Leopold Eichinger Mitglied des Bundesrates. Von 1988 bis 1998 war er Mitglied des Landtags von Niederösterreich, davon 1993 bis 1998 Dritter Präsident des Niederösterreichischen Landtages. Bis 1998 war er Hauptbezirksparteiobmann in der ÖVP Mödling.

## Auszeichnungen
- 1992 Ehrenbürger von Biedermannsdorf
- 1999 Großes Goldenes Ehrenzeichen für Verdienste um die Republik Österreich[1]
- Goldenes Ehrenzeichen für Verdienste um das Bundesland Niederösterreich